# Dante Lavelli
Dante Bert Joseph Lavelli (Hudson, Ohio, 23 de febrero de 1923 – Cleveland, Ohio, 20 de enero de 2009), más conocido como Dante Lavelli, fue un jugador profesional estadounidense de fútbol americano que se desempeñó en la posición de end en la National Football League (NFL). Es miembro del Salón de la Fama del Fútbol Americano Profesional.

## Carrera
Lavelli jugó como profesional once temporadas en Cleveland Browns (1946-1956), equipo en el que se retiró.

## Reconocimiento
El 2 de agosto de 1975, ingresó como miembro al Salón de la Fama del Fútbol Americano Profesional.